# Damon Galgut
Damon Galgut (12. listopadu 1963 Pretoria) je jihoafrický prozaik a dramatik.
Narodil se v židovské rodině pocházející z Litvy. V roce 1982 vydal svůj první román A Sinless Season. V roce 1988 získal diplom v oboru divadelní vědy na Univerzitě v Kapském Městě. Jeho próza The Good Doctor (2004) získala Commonwealth Writers' Prize pro nejlepší africkou knihu a byla nominována na Man Bookerovu cenu a na International Dublin Literary Award. Další nominaci na Man Bookerovu cenu mu přinesla v roce 2010 In a Strange Room. Jeho tvorba klade důraz na psychologický vývoj postav a v některých případech i vychází ze skutečných událostí: hlavní postavou divadelní hry Echoes of Anger je Grigorij Jefimovič Rasputin, kniha Arctic Summer je inspirována životními osudy Edwarda Morgana Forstera. Thriller The Quarry byl dvakrát zfilmován: první verzi v roce 1998 režírovala Marion Hänselová a druhou v roce 2020 Scott Teems. Román Promise, v němž Galgut zobrazuje vyrovnávání jihoafrických bělochů s pocity viny za období apartheidu, získal v roce 2021 Man Bookerovu cenu. Připravuje se také jeho české vydání pod názvem Slib.
Galgut se hlásí k homosexuální orientaci a téma společensky stigmatizované lásky se objevuje i v jeho tvorbě. Je také vyznavačem jógy a často navštěvuje Indii.